# Søren Andersen
Søren Andersen (Aarhus, Dinamarca, 31 de enero de 1970) es un exfutbolista danés que se desempeñaba como delantero.

## Clubes
| Club               | País       | Año       |
| ------------------ | ---------- | --------- |
| Aarhus GF          | Dinamarca  | 1989-1993 |
| U. E. Lleida       | España     | 1993-1994 |
| Rayo Vallecano     | España     | 1994-1995 |
| IFK Norrköping     | Dinamarca  | 1995      |
| Aalborg B. K.      | Dinamarca  | 1995-1998 |
| Bristol City F. C. | Inglaterra | 1998-1999 |
| Odense BK          | Dinamarca  | 1999-2001 |
| Aarhus GF          | Dinamarca  | 2001-2003 |